# Battle Royale 2: Requiem
Pour les articles homonymes, voir Battle Royale.
Série
Battle Royale
(2000)
Pour plus de détails, voir Fiche technique et Distribution.
Battle Royale 2: Requiem (バトル・ロワイアルⅡ 【鎮魂歌】, Batoru Rowaiaru Tsū [chinkonka]), stylisé Battle Royale Ⅱ [Requiem] et abrégé BRⅡ, est un film japonais réalisé par Kenta et Kinji Fukasaku sorti en 2003. Ce film est la suite de Battle Royale, réalisé trois ans plus tôt par ce dernier.

## Synopsis
Après avoir survécu au jeu Battle Royale, Shûya ne pardonne pas au gouvernement japonais d'avoir forcé les élèves de sa classe à s'entretuer et se lance sur la voie du terrorisme pour déclarer la guerre aux adultes. Quand il détruit avec son groupe Wildseven de nombreux immeubles tuant des milliers de personnes, les autorités japonaises répondent à cette déclaration de guerre en sélectionnant une nouvelle classe de collégiens qui sont des délinquants pour les envoyer combattre le groupe de Shûya. Comme dans le premier film, ils sont équipés d'un collier explosif, mais après qu'un des élèves ait refusé de participer à ce nouveau jeu et qu'il soit exécuté par un officier, les élèves découvrent avec horreur que les colliers sont reliés par couple. Si l'un est tué, le second le sera automatiquement aussi. Ce qui a pour conséquence d'activer le collier d'une élève qui bien qu'elle eût accepté de participer se retrouve inéluctablement condamnée, ces deux morts ont pour effet immédiat de convaincre les derniers réfractaires à participer. Les élèves reçoivent des tenues de combat et des fusils d'assaut non chargés et se retrouvent embarqués sur des zodiaques en direction de l'île où se trouve Shûya et son groupe. Alors qu'ils s'approchent de l'île, ils se retrouvent prit sous le feu de tireurs embusqués, qui font de nombreuses victimes notamment quand l'un des tirs touche le collier d'un élève et fait exploser toute l'embarcation.
Après un débarquement catastrophique et la perte d'autres élèves, un hélicoptère leur envoie enfin des munitions et des lance-grenades. La classe qui s'est séparé en deux groupes se retrouvent encore un peu plus décimée quand un des groupes se retrouve coincé dans un champ de mines. Quand les deux groupes se rejoignent enfin, ils attaquent le QG des Wildseven. Une des tireurs d'élite des Wildseven constate à travers sa lunette de visée qu'ils n'ont pas à faire à de vrais soldats, mais à des élèves contraint de se battre en voyant les colliers, les tirs des Wildseven cessent et les laissent s'engager dans les souterrains, arrivés dans une salle ils se font encercler par les terroristes qui leur ordonnent de lâcher leurs armes, alors que certains acceptent facilement d'autres veulent venger les pertes qu'ils ont subi et d'autres montrent leur aversion envers le groupe de terroristes certains ayant perdu des proches dans leurs attentats. Une fusillade éclate alors et les élèves récalcitrants sont abattus devant le désarroi de Shûga qui écoutait plus loin. Le désarroi laisse place à la stupeur quand les colliers des binômes survivants se déclenchent, Shûya décide de les sauver en utilisant une IEM pour griller la liaison des colliers vers le QG des militaires. Les élèves se retrouvent confronter à Shûya qui leur explique que les membres de son groupe sont des survivants du jeu Battle Royale et qu'aucun n'a réussi à reprendre le cours de leur vie après l'expérience du jeu. Pendant ce temps les militaires envoient un commando de forces spéciales sur l'île afin de savoir pourquoi la liaison avec les élèves a été perdue. Les terroristes se préparent à repousser l'assaut des militaires. La fusillade éclate et des pertes sont a déplorer des deux côtés. Petit à petit les militaires repoussent les terroristes, mais les élèves se rallient à eux et ils finissent par reprendre le dessus et exterminent l'escouade. Ce ralliement des élèves à la cause des terroristes leur font prendre conscience qu'ils ne pourront plus jamais retourner librement chez eux. Le lendemain, une pirate informatique des Wildseven pirate les ordinateurs de la planète afin de diffuser un message de propagande de Shûya, à la fin de la diffusion plusieurs missiles s'abattent sur l'île, mais ces missiles n'ont pas été tirés par l'armée japonaise. Au QG de l'armée, le premier ministre contacte en catastrophe le responsable du jeu et l'informe que les missiles ont été tirés par les États-Unis (sans les citer directement) et que le Japon est sous la menace d'une déclaration de guerre car ils se sont montrés incapables de détruire les Wildseven. La mobilisation générale est décrétée et de nombreux soldats sont envoyés sur l'île pour la nettoyer.
Shûya, conscient que, devant les nombreuses troupes qui arrivent, ils ne pourront pas être vainqueurs, évacue les plus jeunes des membres et les élèves ne voulant plus prendre part au combat. Un violent combat éclate entre les terroristes et les militaires qui gagnent du terrain malgré les pertes élevées. Les troupes de Shûya sont anéanties et il ne reste plus que lui et un élève. À court d'armes et de munitions, ils foncent dans un dernier baroud d'honneur. Peu après, l'île reçoit plusieurs dizaines de missiles.
Plus tard, en Afghanistan, on voit les élèves qui ont fui l'île avant le début des combats, être rejoints par Shûya et l'élève qui était à ses côtés. Ces deux derniers ont donc miraculeusement survécu à la fusillade.

## Fiche technique
- Titre : Battle Royale 2
- Titre original : バトル・ロワイアルＩＩ 【鎮魂歌】 (Batoru Rowaiaru Tsū: "Rekuiemu"?)
- Titre anglais : Battle Royale II: Requiem
- Réalisation : Kenta Fukasaku et Kinji Fukasaku
- Scénario : Kenta Fukasaku et Norio Kida, d’après les personnages du roman Battle Royale de Kōshun Takami.
- Production : Shigeyuki Endō
- Musique : Masamichi Amano
- Photographie : Katsumi Yanagishima (ja)
- Pays de production :  Japon
- Langue originale : japonais
- Format : couleur – 1,85:1 – Dolby Digital – 35 mm
- Genre : Action, science-fiction.
- Durée : 134 minutes / 155 minutes (version du réalisateur)
- Date de sortie :
  - Japon : 5 juillet 2003[1]
- Interdit aux moins de 16 ans (DVD français)[2]

## Distribution
- Tatsuya Fujiwara : Shûya Nanahara
- Ai Maeda : Shiori Kitano, fille no 4, binôme no 4
- Shūgo Oshinari (en) : Takuma Aoi, garçon no 1, binôme no 1
- Ayana Sakai : Nao Asakura, fille no 1, binôme no 2
- Haruka Suenaga : Haruka Kuze, fille no 5, binôme no 5
- Yuma Ishigaki : Mitsugu Sakai
- Miyuki Kanbe : Kyoko Kakei, fille no 3, binôme no 3
- Masaya Kikawada : Shintaro Makimura, garçon no 15, binôme no 15
- Yōko Maki : Maki Souda
- Yūki Itō : Ryo Kurosawa, garçon no 4, binôme no 4
- Natsuki Katō : Saki Sakurai
- Riki Takeuchi : le professeur Riki Takeuchi, lui-même
- Sonny Chiba : Makio Mimura (l'oncle révolutionnaire de Shinji)
- Ai Iwamura : Mai (la gagnante souriante de BR1)
- Mika Kikuchi : Ayane Yagi, garçon no 19, binôme no 19
- Takeshi Kitano : le professeur Kitano
- Yoshiko Mita : la mère de Takuma
- Nanami Ohta : Hitoe Takeuchi
- Takeru Shibaki : Shugo Urabe, garçon no 2, binôme no 2
- Toshiyuki Toyonaga : Shota Hikasa, garçon no 12, binôme no 12
- Masahiko Tsugawa : le Premier ministre du Japon
- Nana Yanagisawa : Mayu Hasuda, fille no 13, binôme no 13
- Aki Maeda : Noriko Nakagawa

## Autour du film
- Le scénario de cette suite est une idée originale de Kenta Fukasaku, le fils de Kinji Fukasaku. C’est également lui qui avait adapté le roman Battle Royale de Kōshun Takami pour le premier film[3].
- Le cinéaste Quentin Tarantino, grand fan du premier opus, s'était vu offrir le rôle du Président des États-Unis pour cette suite, mais dut décliner l'offre pour cause de planning trop chargé[4].
- Kinji Fukasaku étant décédé le premier jour du tournage, la production fit appel à son fils pour le remplacer à la réalisation[3].
- Le manga en deux volumes Blitz Royale de Hitoshi Tomizawa (ja) est inspiré du film.

## Distinctions
Sauf indication contraire, les informations mentionnées dans cette section peuvent être confirmées par la base de données cinématographiques IMDb,  présente dans la section « Liens externes ».

### Récompenses
- Prix de la meilleure direction artistique (Toshihiro Isomi) et du meilleur scénario lors de l’édition 2004 des Prix du film Mainichi[5].

### Nomination
- Nomination au prix du meilleur acteur (Tatsuya Fujiwara) lors de la 27e édition des Prix de l'Académie japonaise de 2004[6].